# 山川湾
山川湾（やまがわわん）は、鹿児島県の薩摩半島先端付近にある湾。火山活動によって形成された。湾内に山川港がある。
山川湾は薩摩半島南東部の阿多カルデラに関連した火山活動によって形成された噴火口の跡である。約5500年前、池田湖や鰻池などの形成と同時期に鹿児島湾沿いの海岸付近でマグマ水蒸気爆発が発生し、形成された直径約2kmの窪地に海水が侵入して半円形の湾となった。爆発による噴出物が周辺の地層に残されており、30m以上の厚さで積もっている場所もある。その後、湾の南端付近から砂嘴が伸びて現在の地形となった。池田湖などとともにランクCの活火山に指定されている。湾の周囲は火口壁が高さ約80mの崖を形成しており、丘陵地帯へ入るには曲がりくねった道路を進まなければならない。山間部をはじめ温泉が湧き出ており、保養施設も多く点在するようになった。海岸部には川尻温泉がある。